# The Tremeloes
The Tremeloes (ursprung Brian Poole and the Tremoloes) är en brittisk popgrupp bildad 1958 i Dagenham, Essex, då som The Tremilos. The Tremeloes började som en merseybeat-inspirerad grupp, men med tiden ändrades stilen till mer renodlad pop och mot slutet mer rockig och progressiv. Det är dock deras glada svängiga pop de är ihågkomna för. Uppsättningen i gruppen kom att förändras ganska mycket under åren.
The Tremeloes bestod i originaluppsättning av Brian Poole (gitarr och sång), Graham Scott (gitarr), Alan Howard (saxofon), och Alan Blakley (trummor). Dave Munden tog över som trummis ett år senare och Blakley bytte instrument till gitarr. Detta samtidigt som Howard tog över elbasen. Buddy Hollys låtar spelades mycket av gruppen i början. De döpte om sig till Brian Poole and the Tremeloes och fick skivkontrakt 1962 på Decca. Innan dess hade Richard "Rick" Westwood ersatt Scott på gitarr. Det kom att dröja till juli 1963 innan gruppen fick en hit med sin version av "Twist and Shout". Sedan hade de en englandsetta och i övriga Europa en stor hit med en cover på The Contours låt "Do You Love Me". "Someone, Someone" blev en framgång våren 1964.
Då Poole lämnade gruppen våren 1966 för en inte alltför framgångsrik solokarriär, sadlade gruppen om och satsade istället på stämsång. De bytte även skivbolag till CBS Records. Howard ersattes också av Len "Chip" Hawkes. Den här versionen av gruppen fick sin första hit med "Here Comes My Baby" våren 1967, och den blev även en hyfsad hit i USA där den nådde plats #13 på Billboard Hot 100-listan. Sommaren 1967 fick de sin största hit med "Silence Is Golden" som ursprungligen var en b-sida till singeln "Rag Doll" av The Four Seasons. Den nådde elfteplatsen i USA och blev singeletta i Storbritannien. På hösten samma år var "Even the Bad Times are Good" en framgång.
År 1968 hade de ytterligare hits med "Suddenly You Love Me", "Helule Helule" och "My Little Lady". År 1969 hade de en stor hit med "Call Me Number One". År 1970 tröttnade dock medlemmarna på att bli tagna som en mindre seriös popgrupp och försökte uppdatera sitt sound med mer mogen musik. De tog också avstånd från sina tidigare hitsinglar. De släppte albumet Master, ett mer progressivt album som inte blev någon framgång hos publiken. Den enda framgången med det nya soundet var singeln "Me and My Life" som 1970 nådde fjärdeplatsen på Englandslistan. I mitten av 1970-talet upplöstes The Tremeloes. Vid den tidpunkten hade gruppen också kortat sitt namn till Trems.
Efter att långvarige medlemmen Alan Blakley avled 1996 höll Dave Munden och Rick Westwood länge igång The Tremeloes med nya musiker och gruppen besökte bland annat Göteborgs konserthus hösten 2005, och Stockholm i oktober 2005 samt februari 2006. Brian Poole har även turnerat med gamla medlemmar ur gruppen och spelat de gamla hitsen. Westwood lämnade gruppen sent 2012 vilket gör Munden till den ende nuvarande originalmedlemmen.

## Medlemmar
Nuvarande medlemmar
- Dave Munden — trummor, sång (1958–)
- Joe Gillingham — keyboard, sång (1996–)
- Jeff Brown — basgitarr, sång (2005–)
- Syd Twynham – gitarr, sång (2014–)

Tidigare medlemmar
- Brian Poole – sång (1958–1968)
- Rick Westwood – gitarr, sång (1958–2012)
- Ron Townsend - gitarr, sång (1958–1959)
- Alan Blakley — rytmgitarr, keyboard, sång (1958–1972, 1979–1996; död 1996)
- Alan Howard — basgitarr, sång (1958–1966)
- Len "Chip" Hawkes — basgitarr, sång (1966–1972, 1979–1988)
- Bob Benham — basgitarr, sång (1972–1979)
- Aaron Wooley — rytmgitarr, keyboard, sång (1972–1979)
- Mick Clarke — basgitarr, sång (1966–1967, 1992–1996)
- Dave Fryer — basgitarr, sång (1996–2005)
- Eddie Jones — gitarr, sång (2013–2014)

## Diskografi
Album som Brian Poole and the Tremoloes
- Big Big Hits of '62 (1963)
- Twist and Shout (1963)
- Brian Poole Is Here! (1965)
- It's About Time (1965)

Album som The Tremeloes
- Here Come the Tremeloes (1967)
- Chip, Dave, Alan, Rick (1967)
- Even the Bad Times Are Good / Silence Is Golden (1967)
- My Little Lady (1968)
- World Explosion! (1968)
- Suddenly You Love Me (1968)
- Live In Cabaret (1969)
- Master (1970)
- Shiner (1974)
- Don't Let the Music Die (1975)
- May Morning (2000)
- BBC Sessions (2004)

Singlar som Brian Poole and the Tremoloes (topp 10 på UK Singles Chart)
- "Twist and Shout" (1963) (#4)
- "Do You Love Me" (1963) (#1)
- "Candy Man" (1964) (#6)
- "Someone, Someone" (1964) (#2)

Singlar som The Tremoloes (topp 10 på UK Singles Chart)
- "Here Comes My Baby" (1967) (#4)
- "Silence Is Golden" (1967) (#1)
- "Even the Bad Times Are Good" (1967) (#4)
- "Suddenly You Love Me" (1968) (#6)
- "My Little Lady" (1968) (#6)
- "(Call Me) Number One" (1969) (#2)
- "Me and My Life" (1970) (#4)